# Reed Birney
Reed Birney (Alexandria, 11 settembre 1954) è un attore statunitense.

## Biografia
Attivo in campo teatrale e televisivo, ha recitato in Gossip Girl, The Blacklist ed House of Cards e ha vinto il Tony Award al miglior attore non protagonista in un'opera teatrale per la sua interpretazione in The Humans a Broadway nel 2016.

## Vita privata
È sposato con l'attrice Constance Shulman e ha due figli.

## Filmografia

### Cinema
- Gli amici di Georgia (Four Friends), regia di Arthur Penn (1981)
- I due criminali più pazzi del mondo (Crimewave), regia di Sam Raimi (1985)
- Delitto perfetto (A Perfect Murder), regia di Andrew Davis (1998)
- Le ragazze dei quartieri alti (Uptown Girls), regia di Boaz Yakin (2003)
- The Ten, regia di David Wain (2007)
- Changeling, regia di Clint Eastwood (2008)
- Twelve Thirty, regia di Jeff Lipsky (2010)
- Il buongiorno del mattino (Morning Glory), regia di Roger Michell (2010)
- Imogene - Le disavventure di una newyorkese  (Girl Most Likely), regia di Shari Springer Berman e Robert Pulcini (2012)
- Adult World, regia di Scott Coffey (2013)
- In Your Eyes, regia di Brin Hill (2014)
- Lost Girls, regia di Liz Garbus (2020)
- The Hunt, regia di Craig Zobel (2020)
- Baby Ruby, regia di Bess Wohl (2022)
- Mass, regia di Fran Kranz (2021)
- The Menu, regia di Mark Mylod (2022)

### Televisione
- La famiglia Bradford (Eight is Enough) – serie TV, episodio 4x14 (1979)
- Mary Benjamin (Nurse) – serie TV, episodio 2x01 (1981)
- I racconti della cripta (Tales from the Crypt) – serie TV, episodio 2x15 (1990)
- Law & Order - I due volti della giustizia (Law & Order) – serie TV, 3 episodi (1992-2010)
- Destini (Another World) – soap opera (1994)
- Dalla Terra alla Luna (From the Earth to the Moon) – miniserie TV, episodio 1x05 (1998)
- Law & Order - Unità vittime speciali (Law & Order: Special Victims Unit) – serie TV, episodio 1x18 (2000)
- Ed – serie TV, episodio 3x01 (2002)
- Law & Order: Criminal Intent – serie TV, episodi 1x12 e 4x10 (2002, 2005)
- Kidnapped – serie TV, episodio 1x04 (2006)
- Gossip Girl – serie TV, 4 episodi (2007-2009)
- Kings – serie TV, 5 episodi (2009)
- My Generation – serie TV, 3 episodil (2010)
- The Good Wife – serie TV, episodio 4x10 (2012)
- House of Cards - Gli intrighi del potere (House of Cards) – serie TV, 17 episodi (2013-2017)
- Blue Bloods – serie TV, episodio 4x14 (2014)
- Girls – serie TV, episodio 3x11 (2014)
- The Blacklist – serie TV, 9 episodi (2014-2015)
- American Odyssey – serie TV, 3 episodi (2015)
- Madam Secretary – serie TV, episodio 3x11 (2017)
- La vita immortale di Henrietta Lacks (The Immortal Life of Henrietta Lacks), regia di George C. Wolfe – film TV (2017)
- Chicago Med – serie TV, episodio 3x13 (2018)
- The Americans – serie TV, episodi 6x01-6x02 (2018)
- Titans – serie TV, 5 episodi (2018)
- Un milione di piccole cose (A Million Little Things) – serie TV, episodio 1x12 (2019)
- High Maintenance – serie TV, episodio 3x09 (2019)
- Bull – serie TV, episodio 4x10 (2019)
- Home Before Dark – serie TV, 18 episodi (2020-2021)
- The Handmaid's Tale – serie TV, episodio 4x03 (2021)
- Evil – serie TV, episodio 2x11 (2021)
- Succession – serie TV, episodio 3x06 (2021)
- Star Trek: Strange New Worlds – serie TV, episodio 2x04 (2023)
- American Horror Story – serie TV, 4 episodi (2024)

## Doppiatori italiani
Nelle versioni in italiano delle opere in cui ha recitato, Reed Birney è stato doppiato da:
- Oliviero Corbetta in Law & Order: Criminal Intent (ep. 1x12), Il Racconto dell'Ancella
- Antonio Palumbo in Star Trek: Strange New Worlds, American Horror Story
- Massimo Rinaldi ne I racconti della cripta
- Paolo Maria Scalondro ne I due criminali più pazzi del mondo
- Roberto Accornero in Law & Order: Criminal Intent (ep. 4x10)
- Giorgio Locuratolo in The Good Wife
- Luciano Roffi in House of Cards - Gli intrighi del potere
- Gerolamo Alchieri in Blue Bloods
- Oliviero Dinelli in The Blacklist
- Stefano Oppedisano in Bull
- Sergio Lucchetti in Succession
- Antonio Sanna in The Menu